# Kankakee (Illinois)
Kankakee je grad u američkoj saveznoj državi Ilinois. Prema popisu stanovništva iz 2010. u njemu je živjelo 27.537 stanovnika.